# Destinee Hooker
Destinee Dante Hooker (Frankfurt am Main, 7 de setembro de 1987) é uma jogadora de voleibol dos Estados Unidos, que atua como oposta. Integrou a seleção americana medalhista de prata nos Jogos Olímpicos de 2012. Atualmente não atua por nenhum clube.

## Carreira
Filha de Ricky and Marvetta Hooker, nasceu na Alemanha e naturalizou-se estadunidense. A carreira de Destinee Hooker começou em 2006 no time da Universidade do Texas, na cidade de Austin. Com ela, a equipe disputou a semifinal do Campeonato Universitário de Voleibol dos EUA em 2008, sofrendo derrota para a Universidade de Stanford. Em 2009 chegou à final, mas perdeu no tie-break para a Universidade Estadual da Pensilvânia. Apesar da derrota, foi eleita melhor jogadora da final, graças aos 38 pontos marcados, sendo 34 deles em ataques. Durante seu tempo na universidade também participou de vários campeonatos de salto em altura, alcançando o recorde pessoal de 2,01 m.
Em 2008 fez sua estréia na Seleção Feminina de Voleibol dos Estados em um torneio menor. Após a faculdade, Destinee foi jogar na Coreia do Sul no clube GS Galtex da cidade de Seul, durante a temporada 2009–2010.
Em 2010 jogou no clube Pinkin de Corozal em Porto Rico, pelo qual ganhou a Liga de Voleibol Feminino de Porto Rico e também foi eleita a Jogadora Mais Valiosa (MVP). Durante uma partida da fase final do campeonato marcou 43 pontos, estabelecendo um novo recorde. Com a equipe nacional conquistou a medalha de ouro no Grand Prix de 2010.
Para a temporada 2010–11 foi contratada pela equipe do Scavolini Pesaro, da Série A1 do Campeonato Italiano, onde ganhou a Super Copa da Itália e também foi eleita a MVP do evento. Em março de 2011 deixa a equipe italiana, contra a vontade da equipe, para operar o menisco nos Estados Unidos, contra a recomendação da equipe médica do clube e a uma semana da fase final da Champions League. No mesmo ano ela ganhou o ouro com a Seleção dos Estados Unidos no Grand Prix e no Campeonato da NORCECA.
Após sair da Itália, Hooker atuou na temporada 2011–2012 no Osasco Voleibol Clube, onde conquistou o título da Superliga Brasileira. Ao final da temporada, acertou com o russo Dynamo Krasnodar para o período 2012–13. Pela seleção nacional, integrou a equipe que disputou os Jogos Olímpicos de 2012, em Londres, onde obteve a medalha de prata ao perder apenas a partida final contra o Brasil. Foi eleita a melhor oposta e jogadora de vôlei feminino no ano de 2012 pela FIVB. No ano de 2013 pausou a carreira a fim de cuidar de sua gravidez.
Desde então. Hooker não conseguir manter o alto nível em quadra. Teve passagens discretas por Porto Rico e Coreia do Sul, além da China. Com a camisa do IBK Hwaseong, da Coreia da Sul, ficou com o título do campeonato nacional daquele país.
Na temporada 2016/2017, Hooker foi anunciada como reforço do tradicional Camponesa/Minas, equipe brasileira da cidade de Belo Horizonte. A equipe mineira detém dois títulos nacionais: um na temporada 1992/1993 e outro na temporada 2001/2002.
Para temporada 2017/2018 Renovou com Camponesa/Minas e conquistou a medalha de ouro na edição do Campeonato Sul-Americano de Clubes de 2018 em Belo Horizonte, mesmo desfalcando o time por contusão, atuou na partida final.
Para a atual temporada de 2018/2019, Destinee acertou sua volta para a equipe do Osasco/Audax, sua contratação foi festejada pelos torcedores da equipe nas redes sociais.
Pelo Osasco/Audax, Hooker ficou com o 3º lugar na Superliga 2018/2019, somando 420 pontos ao final da temporada.